# Diego I d'Avalos
Diego d'Avalos d'Aquino d'Aragona (... – 4 marzo 1697) è stato un nobile e politico italiano.

## Biografia

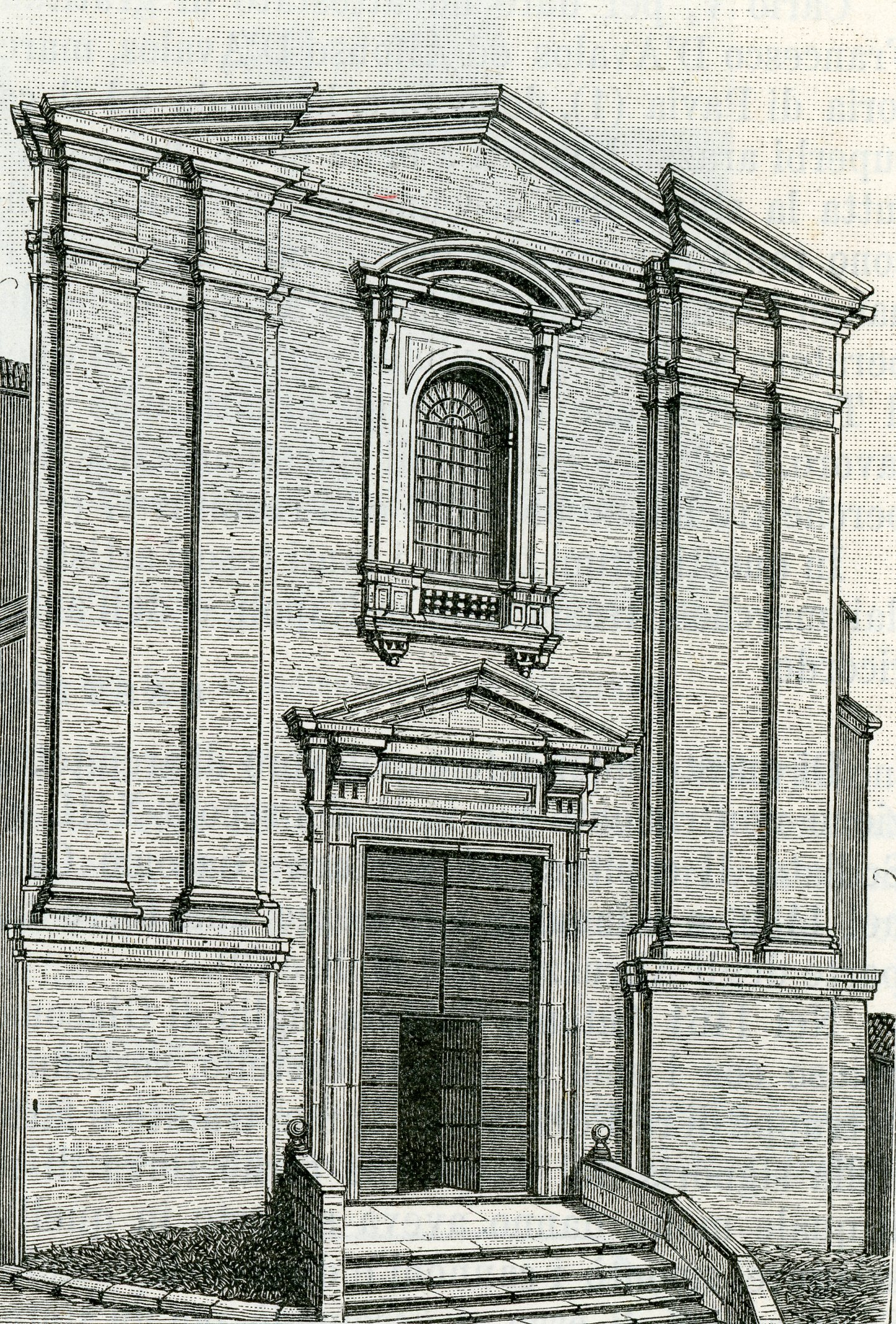
Incisione della chiesa del Carmine a Vasto, antica sede dei Padri Lucchesi, voluta da don Diego d'Avalos

Diego era il figlio terzogenito di Innico III d'Avalos (figlio di Cesare d'Avalos e Lucrezia del Tufo) e di Isabella d'Avalos (figlia primogenita di Lavinia Feltria Della Rovere e Alfonso Felice d'Avalos, nonché erede universale di quest'ultimo).
Dopo aver acquistato nel 1644 la città di Isernia dal duca di Montenero Carlo Greco, per la somma di 21.000 ducati, richiese e ottenne il titolo di "principe di Isernia" (creato per lui ex novo). Il marchese Diego d'Avalos, con l'assenso della Regia Corte (datato 21 agosto 1645), vendette per 60.000 ducati il feudo di Padula alla Certosa di San Lorenzo. Esplosa la rivolta di Masaniello nell'estate del 1647, Diego ed il fratello maggiore Ferdinando Francesco d'Avalos (1601-1665) unirono le proprie forze per contrastare il propagarsi della rivolta nei loro feudi. In seguito alla deposizione di Masaniello e alla costituzione della Repubblica napoletana sotto la guida del duca Enrico II di Guisa e dell'armaiolo Gennaro Annese, i due fratelli si diressero con i loro armati (in totale 190 cavalieri e 220 fanti) ad Aversa, dove si andavano concentrando le forze lealiste. Parteciparono agli scontri di Nola, Secondigliano, Caivano, sino alla definitiva liquidazione della Repubblica napoletana nel 1648. In seguito alla morte del fratello maggiore, avvenuta nel 1665, Diego d'Avalos gli succedette nella titolarità del marchesato del Vasto, nel 1666 fu confermato dal governo napoletano quale feudatario di Ischia nonché capitano del relativo Castello; nel 1687 ottenne anche il titolo di marchese di Pescara. Secondo altre fonti la morte di Ferdinando Francesco d'Avalos sarebbe avvenuta nel 1648 e Diego gli subentrò nella titolarità del marchesato del Vasto e del marchesato di Pescara in quell'anno. Il 12 dicembre 1682 acquistò la terra di Montenero e il casale di Montelateglia. Nel 1684 Diego d'Avalos venne accusato dal Viceré Gaspar Méndez de Haro di condurre nelle sue terre pratiche di contrabbando e di favorire il banditismo.
Il principe Diego d'Avalos d'Aquino d'Aragona si distinse per i suoi ingenti contributi volti ad abbellire e ad accrescere il prestigio di Vasto, capitale dei suoi domini feudali. Egli favorì l'apertura nella cittadina abruzzese di uno dei due collegi di Chierici regolari della Madre di Dio che secondo il testamento lasciato dalla principessa Felice Maria Orsini si sarebbero dovuti istituire in Italia (l'altro venne istituito a Napoli nel 1647 presso la chiesa di Santa Maria in Portico). Nel 1689 i Chierici presero possesso della loro sede, la chiesa del Carmine. Egli fece inoltre costruire nella chiesa di S. Maria la cappella della Sacra Spina, al fine di ospitarvi questa importante reliquia donata dal Pontefice Pio IV a Francesco Ferdinando d'Avalos in occasione del Concilio di Trento (nel quale quest'ultimo aveva ricoperto le funzioni di ambasciatore del re di Spagna Filippo II d'Asburgo) e in seguito ceduta dal figlio Alfonso Felice d'Avalos alla chiesa vastese. Il principe Diego d'Avalos d'Aquino d'Aragona ebbe alle sue dipendenze in qualità di segretario il letterato e storico Francesco Agricoletti. Un altro personaggio che fu al servizio di Diego d'Avalos quale suo segretario fu il pugliese Tommaso Palma, noto principalmente per aver redatto e dato alle stampe (nel 1690) uno dei primi trattati sulla storia locale vastese, intitolato Compendio Istorico dell'antichissima terra del Vasto.
Il principe Diego d'Avalos d'Aquino d'Aragona morì il 4 marzo 1697, venendo sepolto accanto alla moglie (morta nel 1692) nella chiesa del convento dei Cappuccini (anche nota come chiesa di Sant'Anna) di Vasto. Gli succedette il figlio terzogenito Cesare Michelangelo d'Avalos.

## Matrimonio e figli
Il principe Diego d'Avalos sposò il 12 febbraio 1645 la principessa Francesca Giulia Maria Carafa della Roccella (1624 - 1692), figlia di Girolamo Carafa, II principe di Roccella e di Diana Vittori; la coppia ebbe i seguenti tre figli:
- Isabella d'Avalos (? - post 1695); nel 1674 sposò il principe Carlo Maria Carafa, IV principe di Roccella, figlio di Fabrizio Carafa, III principe di Roccella e di Agata Branciforte
- Ferdinando Francesco d'Avalos (1651 - 1672); sposò Isabel Sarmiento de los Cobos, figlia di Manuel de los Cobos y Luna e Isabel de Portocarrero.
- Cesare Michelangelo d'Avalos (15 gennaio 1667 - 27 agosto 1729); sposò la principessa Ippolita d'Avalos, figlia di Giovanni II d'Avalos, II principe di Troia e di Giulia d'Avalos (figlia primogenita ed erede del principe di Montesarchio, Andrea d'Avalos).

## Ascendenza
|                                                |                                                       |                                                        | Genitori                                           |  |  | Nonni |  |  | Bisnonni                                       |  |  | Trisnonni                                    |  |
|                                                |                                                       |                                                        |                                                    |  |  |       |  |  | 8. Alfonso III d'Avalos, II marchese del Vasto |  |  | 16. Innico II d'Avalos, I marchese del Vasto |  |
|                                                |                                                       |                                                        |                                                    |  |  |       |  |  | 8. Alfonso III d'Avalos, II marchese del Vasto |  |  | 16. Innico II d'Avalos, I marchese del Vasto |  |
|                                                |                                                       | 17. Laura Sanseverino                                  |                                                    |  |  |       |  |  | 8. Alfonso III d'Avalos, II marchese del Vasto |  |  |                                              |  |
| 4. Cesare d'Avalos, marchese di Padula         |                                                       |                                                        |                                                    |  |  |       |  |  | 8. Alfonso III d'Avalos, II marchese del Vasto |  |  |                                              |  |
|                                                |                                                       | 9. Maria d'Aragona                                     | 18. Ferdinando d'Aragona, duca di Montalto         |  |  |       |  |  |                                                |  |  |                                              |  |
|                                                |                                                       | 9. Maria d'Aragona                                     | 18. Ferdinando d'Aragona, duca di Montalto         |  |  |       |  |  |                                                |  |  |                                              |  |
|                                                |                                                       | 9. Maria d'Aragona                                     | 19. Catalina Castellana de Cardona i de Requesens  |  |  |       |  |  |                                                |  |  |                                              |  |
| 2. Innico III d'Avalos, marchese del Vasto     |                                                       | 9. Maria d'Aragona                                     |                                                    |  |  |       |  |  |                                                |  |  |                                              |  |
|                                                |                                                       | 10. Giovanni Girolamo del Tufo, II marchese di Lavello | 20. Giacomo del Tufo, I marchese di Lavello        |  |  |       |  |  |                                                |  |  |                                              |  |
|                                                |                                                       | 10. Giovanni Girolamo del Tufo, II marchese di Lavello | 20. Giacomo del Tufo, I marchese di Lavello        |  |  |       |  |  |                                                |  |  |                                              |  |
|                                                |                                                       | 10. Giovanni Girolamo del Tufo, II marchese di Lavello | 21. Lucrezia Frangipani della Tolfa                |  |  |       |  |  |                                                |  |  |                                              |  |
| 5. Lucrezia del Tufo                           |                                                       | 10. Giovanni Girolamo del Tufo, II marchese di Lavello |                                                    |  |  |       |  |  |                                                |  |  |                                              |  |
|                                                |                                                       | 11. Antonia Carafa, baronessa di Orta                  | …                                                  |  |  |       |  |  |                                                |  |  |                                              |  |
|                                                |                                                       | 11. Antonia Carafa, baronessa di Orta                  | …                                                  |  |  |       |  |  |                                                |  |  |                                              |  |
|                                                |                                                       | 11. Antonia Carafa, baronessa di Orta                  | …                                                  |  |  |       |  |  |                                                |  |  |                                              |  |
| 1. Diego I d'Avalos, principe d'Isernia        |                                                       | 11. Antonia Carafa, baronessa di Orta                  |                                                    |  |  |       |  |  |                                                |  |  |                                              |  |
|                                                | 12. Francesco Ferdinando d'Avalos, marchese del Vasto | 24. Alfonso III d'Avalos, II marchese del Vasto (= 8)  |                                                    |  |  |       |  |  |                                                |  |  |                                              |  |
|                                                | 12. Francesco Ferdinando d'Avalos, marchese del Vasto | 24. Alfonso III d'Avalos, II marchese del Vasto (= 8)  |                                                    |  |  |       |  |  |                                                |  |  |                                              |  |
|                                                | 12. Francesco Ferdinando d'Avalos, marchese del Vasto | 25. Maria d'Aragona (= 9)                              |                                                    |  |  |       |  |  |                                                |  |  |                                              |  |
| 6. Alfonso Felice d'Avalos, marchese del Vasto | 12. Francesco Ferdinando d'Avalos, marchese del Vasto |                                                        |                                                    |  |  |       |  |  |                                                |  |  |                                              |  |
|                                                |                                                       | 13. Isabella Gonzaga                                   | 26. Federico II Gonzaga, duca di Mantova           |  |  |       |  |  |                                                |  |  |                                              |  |
|                                                |                                                       | 13. Isabella Gonzaga                                   | 26. Federico II Gonzaga, duca di Mantova           |  |  |       |  |  |                                                |  |  |                                              |  |
|                                                |                                                       | 13. Isabella Gonzaga                                   | 27. Margherita Paleologa                           |  |  |       |  |  |                                                |  |  |                                              |  |
| 3. Isabella d'Avalos                           |                                                       | 13. Isabella Gonzaga                                   |                                                    |  |  |       |  |  |                                                |  |  |                                              |  |
|                                                |                                                       | 14. Guidobaldo II della Rovere, duca di Urbino         | 28. Francesco Maria I della Rovere, duca di Urbino |  |  |       |  |  |                                                |  |  |                                              |  |
|                                                |                                                       | 14. Guidobaldo II della Rovere, duca di Urbino         | 28. Francesco Maria I della Rovere, duca di Urbino |  |  |       |  |  |                                                |  |  |                                              |  |
|                                                |                                                       | 14. Guidobaldo II della Rovere, duca di Urbino         | 29. Eleonora Gonzaga                               |  |  |       |  |  |                                                |  |  |                                              |  |
| 7. Lavinia Feltria della Rovere                |                                                       | 14. Guidobaldo II della Rovere, duca di Urbino         |                                                    |  |  |       |  |  |                                                |  |  |                                              |  |
|                                                |                                                       | 15. Vittoria Farnese                                   | 30. Pier Luigi Farnese, duca di Parma e Piacenza   |  |  |       |  |  |                                                |  |  |                                              |  |
|                                                |                                                       | 15. Vittoria Farnese                                   | 30. Pier Luigi Farnese, duca di Parma e Piacenza   |  |  |       |  |  |                                                |  |  |                                              |  |
|                                                |                                                       | 15. Vittoria Farnese                                   | 31. Gerolama Orsini                                |  |  |       |  |  |                                                |  |  |                                              |  |
|                                                |                                                       | 15. Vittoria Farnese                                   |                                                    |  |  |       |  |  |                                                |  |  |                                              |  |